# Теодард Нарбоннский
Те́одард (Феодард, Одард, Одар; фр. Théodard, Audard; ок. 840, Монтобан — 1 мая 893, Монтобан) — архиепископ Нарбона (885—893). Святой, почитаемый Римско-католической церковью (день памяти — 1 мая).

## Биография
Теодард был уроженцем города Монт-Ориоль, который находился на месте современного Монтобана. Он происходил из знатного рода и в молодости получил хорошее образование в Тулузе, прославшись своими добродетелями (безупречной нравственностью, скромностью, благочестием и благотворительностью), а также талантом проповедника. Уже в сане субдиакона Теодард принял участие в судебной тяжбе, которую местные иудеи вели против притеснявшего их права тулузского епископа Бернара. Деятельность Теодарда в качестве адвоката истцов привлекли к нему внимание архиепископа Сигебода, который уговорил будущего святого переехать из Тулузы в Нарбон. Здесь Теодард был назначен архиепископом своим секретарём, а в 878 году возведён в сан архидиакона.
После смерти Сигебода в 885 году Теодард был избран его преемником на нарбонской кафедре. Интронизация нового архиепископа, проведённая его суффраганами Вийераном Каркассонским, Агильбертом Безьеским и Одесиндом Эльнским, состоялась 15 августа этого же года. В 886 году Теодард совершил поездку в Рим, где получил от папы Стефана V (VI) паллий и должность апостольского викария в Галлии.
Бо́льшую часть своего правления кафедрой Нарбона святой Теодард посвятил борьбе с расколом, инициатором которого выступил епископ Урхеля Эсклуа. Этот прелат в 885—892 годах хотел отделить от Нарбонской митрополии епархии Испанской марки и сам стать их митрополитом. Заручившись поддержкой не только духовных, но и влиятельных светских лиц, он не реагировал на осуждавшие его деятельность решения церковных соборов, созываемых Теодардом. Только в 889 году архиепископу Нарбона удалось добиться от короля Западно-Франкского государства Эда запрета на отторжение епархий, а в 890—892 годах с помощью графа Барселоны Вифреда I Волосатого преодолеть раскол, все участники которого были осуждены и полностью признали свою вину во время церковного собора в Сео-де-Уржеле.
Несмотря на эти события, Теодард сумел дать своему архиепископству первенствующее значение в Испании и Южной Франции. Он принял энергичные меры, чтобы ликвидировать последствия сарацинских вторжений в Нарбонскую архиепархию, произошедших при его предшественниках: восстановил разрушенный маврами кафедральный собор Нарбона и использовал доходы от церковных владений, чтобы выкупать из мусульманского плена христиан. Ради помощи голодающим от трёхлетнего неурожая архиепископ истратил не только своё достояние, но и продал церковные сокровища. Он также добился от короля Карломана II разрешения для евреев свободно отправлять своё богослужение. В 887 году архиепископ Теодард совершил торжественное перенесение мощей святого Антония Апамейского, в 890 году украсил алтарь святых Юста и Пастора, а в 891 году участвовал в работе церковного собора в Мён-сюр-Луаре.
Тяжело заболев от перенапряжения сил, Теодард отправился лечиться в родной Монтобан. Однако вскоре стало ясно, что болезнь архиепископа смертельна. Он исповедался в присутствии всех монахов обители, посвящённой святому Мартину Турскому, и умер 1 мая 893 года. Тело Теодарда было похоронено в этом же монастыре, который в 945 году получил новое название в честь скончавшегося здесь архиепископа — Сен-Одар.
Преемником Теодарда на кафедре Нарбона стал архиепископ Арнуст.
Уже вскоре после смерти началось почитание Теодарда как святого, о чём свидетельствует письмо папы римского Стефана VI (VII), в котором упоминается этот факт. Его первое житие было составлено, вероятно, в XI—XII веках с целью узаконить юридические права Нарбонской архиепархии. В настоящее время имя нарбоннского архиепископа внесено в «Римский мартиролог», в соответствии с которым, католики отмечают день памяти святого 1 мая, в годовщину его смерти. Большинство реликвий святого Теодарда были утеряны во время Гугенотских войн XVI века.